# Udo Franken
Udo Franken (* 1951 in Emden, Niedersachsen) ist ein deutscher Autor, der überwiegend in niederdeutscher Sprache veröffentlicht.

## Leben
Franken wuchs in Emden auf und ging dort zur Schule. Nach einer Lehre als Tischler studierte er über den Zweiten Bildungsweg Sonderpädagogik. Anschließend arbeitete er in verschiedenen Projekten der Ostfriesischen Landschaft in Aurich. Dort wirkte er unter anderem am Ostfriesischen Wörterbuch von Jürgen Byl und Elke Brückmann mit. Dabei beschäftigte er sich besonders mit der ostfriesischen Gebrauchsgrammatik. Außerdem war er Leiter des Pilotprojekts Plattdeutsch in der Schule. Zuletzt war er Sonderschullehrer in Marienhafe.
Franken lebt in Südbrookmerland in Ostfriesland und widmet sich ganz der Pflege der niederdeutschen Sprache. Er schreibt Prosa, Lyrik und Theatertexte auf Hoch- und Niederdeutsch, zum Teil gemeinsam mit seiner Ehefrau, der Autorin Gitta Franken. Mit ihr und Marianne Deutschmann bildet er die Musikgruppe Dreebladd.

## Ehrungen
- 1991: Hans-Henning-Holm-Preis
- 1994: Wilhelmine-Siefkes-Preis
- 2005: Borsla-Preis für niederdeutsche Sprache und Literatur (zusammen mit Gitta Franken)

## Werke
- Vehjöd Levi; Volkstheater in acht Szenen von Thomas Strittmatter, in das Niederdeutsche übertragen von Udo Franken, Mahnke Theaterverlag, Verden (Aller) 1988
- Mallmöhlen, Komödie in vier Bildern von Anna Bonacci, in das Niederdeutsche übertragen von Udo Franken, Mahnke Theaterverlag, Verden (Aller) 1990
- De Steern van Padua, Komödie in drei Akten, Mahnke Theaterverlag, Verden (Aller) 1990
- De Höhnerbaron, Heiterer Einakter, Theaterverlag, Verden (Aller) 1990
- Tiet is Geld, Schwank in einem Akt von Udo Franken und Anke Habekost, Mahnke Theaterverlag, Verden (Aller) 1991
- Allens heel eenfach, Plattdeutsches Kurzspiel, Mahnke Theaterverlag, Verden (Aller) 1993
- Hier bün ik, hier bliev ik, Lustspiel in drei Akten von Raymond Vincy und Jean Valmy, deutsch von Alexander Barone, plattdeutsch von Udo Franken, Mahnke Theaterverlag, Verden (Aller) 1993
- De grote Dag, Mahnke Theaterverlag, Verden (Aller) 1993
- Wenn de Vullmaand schient, Kurzthriller in einem Akt, Mahnke Theaterverlag, Verden (Aller) 1993
- De Moordörpers – arm un doch riek? – Vertellsels ut de Histoorje van Moordörp, gesammelt und aufgeschrieben von Gerdina Kranz. Im Rahmen des Pilotprojekts „Plattdeutsch in der Schule“ überarbeitet von Udo Franken, Ostfriesische Landschaft, Aurich 1996
- Buur Hermann up Reisen – Bauer Hermann auf Reisen, ein Buch mit Bildern von Kindern für Kinder, Text Plattdeutsch/Hochdeutsch von Gitta und Udo Franken, Selbstverlag, Südbrookmerland 1998
- Doornroosje, ein Märchen-Singspiel frei nach den Brüder Grimm von Gitta und Udo Franken, Mahnke Theaterverlag, Verden (Aller) 2001
- Dat is ja woll verhext, Singspiel in drei Akten von Gitta und Udo Franken, Mahnke Theaterverlag, Verden (Aller) 2002
- En Fall för Willi: Komödie in drei Akten von Gitta und Udo Franken, Mahnke Theaterverlag, Verden 2004
- Hinni in Gefahr: eine Katz- und Mausgeschichte in Platt- und Hochdeutsch von Gitta und Udo Franken, Bilder von Monika Lüppen, Leda-Verlag, Leer 2004, ISBN 3-934927-54-8
- In Toornhusen geiht wat scheev: Eine fantastische Geschichte für Kinder von 9 bis 99, Text und Bilder von Gitta und Udo Franken, Bösel 2005
- Toornmanntjes Trick von Gitta und Udo Franken, Soltau-Kurier-Norden 2006, ISBN 3-928327-92-5
- Verleevt, verloovt - verraden!: Kriminalkomödie in drei Akten, Mahnke Theaterverlag, Verden (Aller) 2007
- Plattdütsk is cool [Musikdruck]: 14 neue plattdeutsche Kinderlieder Von Gitta und Udo Franken, Soltau-Kurier-Norden 2009, ISBN 978-3-939870-28-9
- De Gedanken sünd freei, alle Texte und Titel: Gitta und Udo Franken, Klang-Lounge, 2011